# Lillesjön (Bergums socken, Västergötland)
Lillesjön är en sjö i Göteborgs kommun i Västergötland och ingår i Göta älvs huvudavrinningsområde. Lillesjön ligger i Vättlefjäll Natura 2000-område.

## Bilder

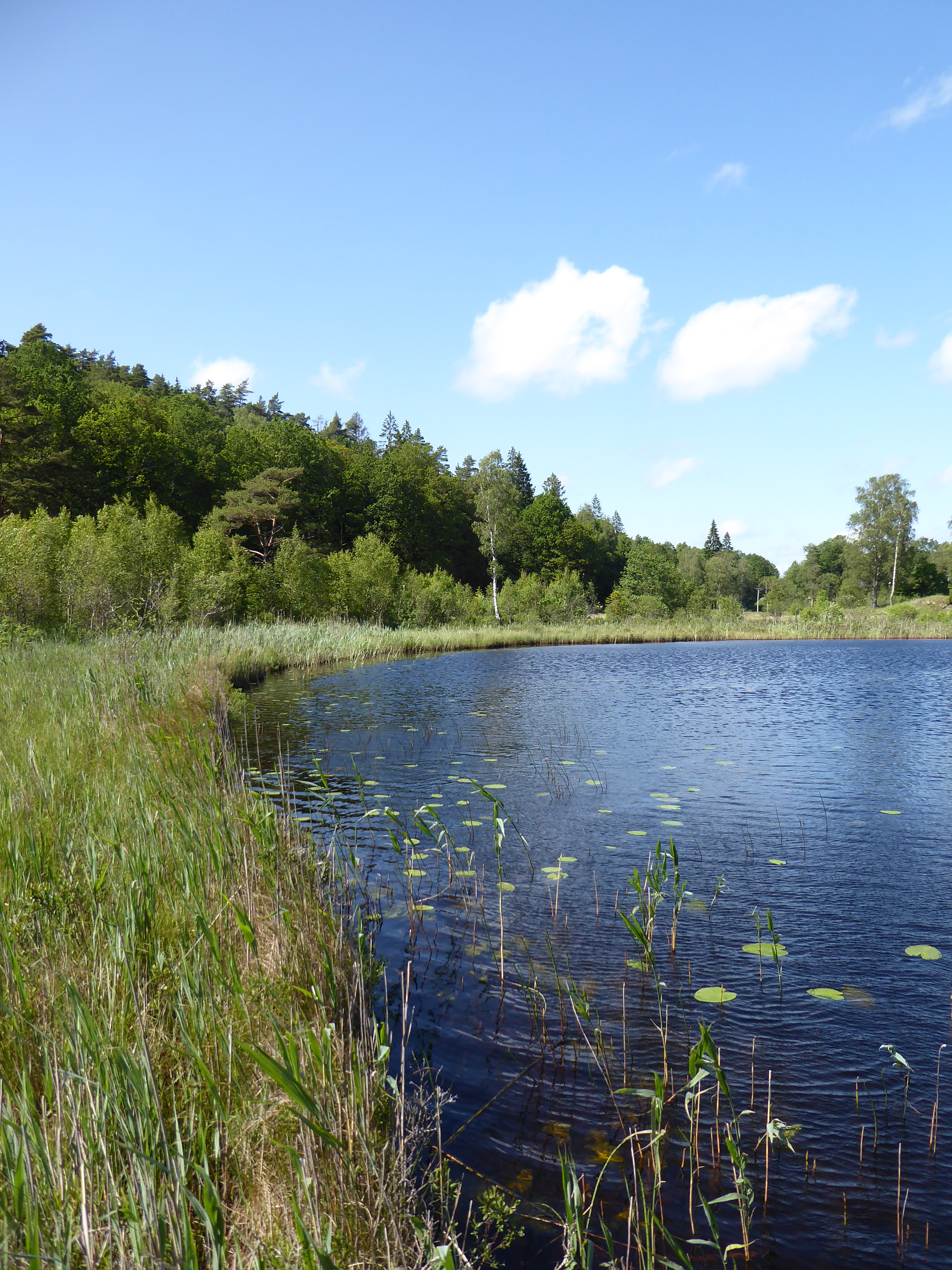
Längs Lillesjöns västra strand
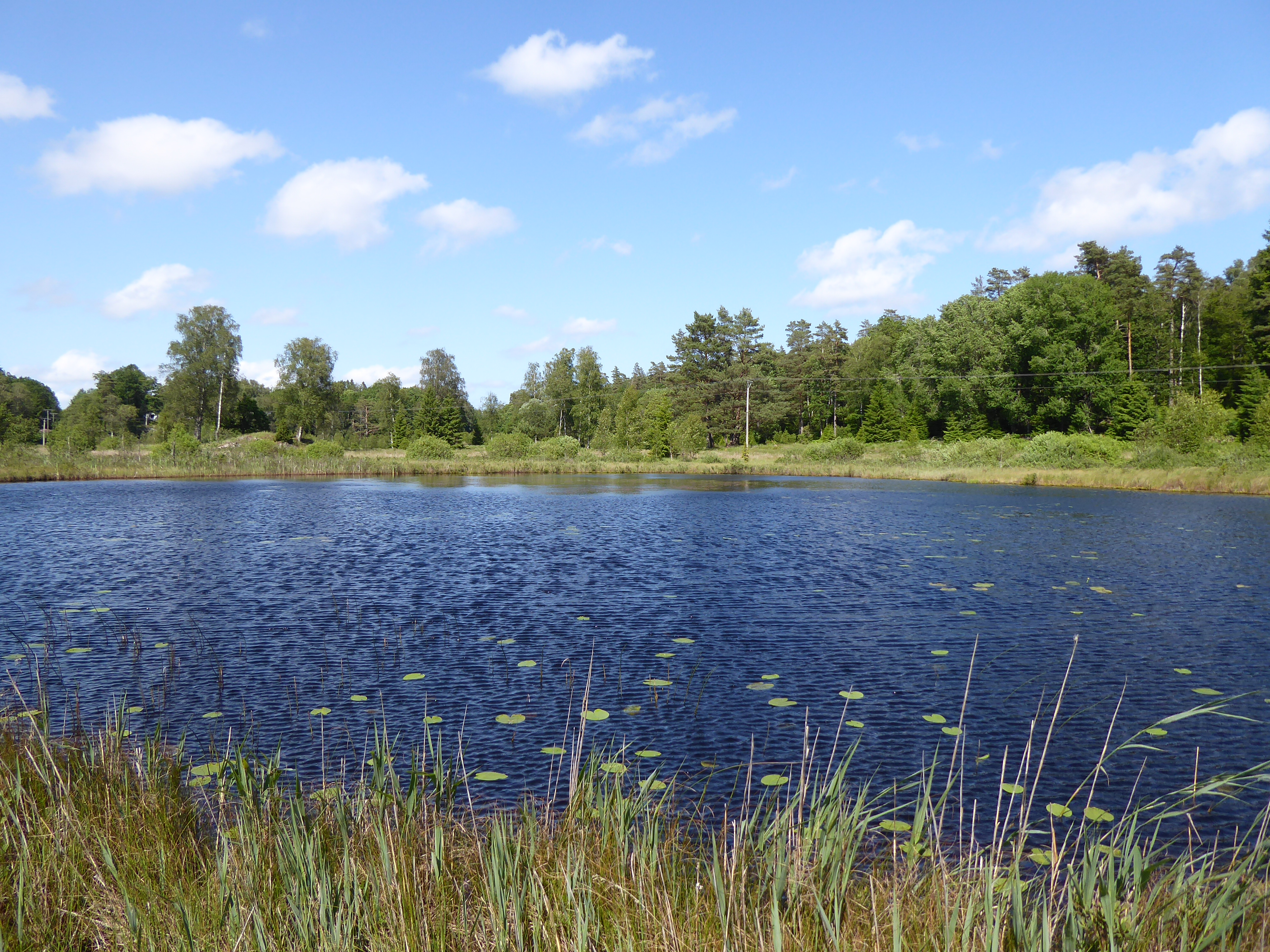
Lillesjön söderifrån
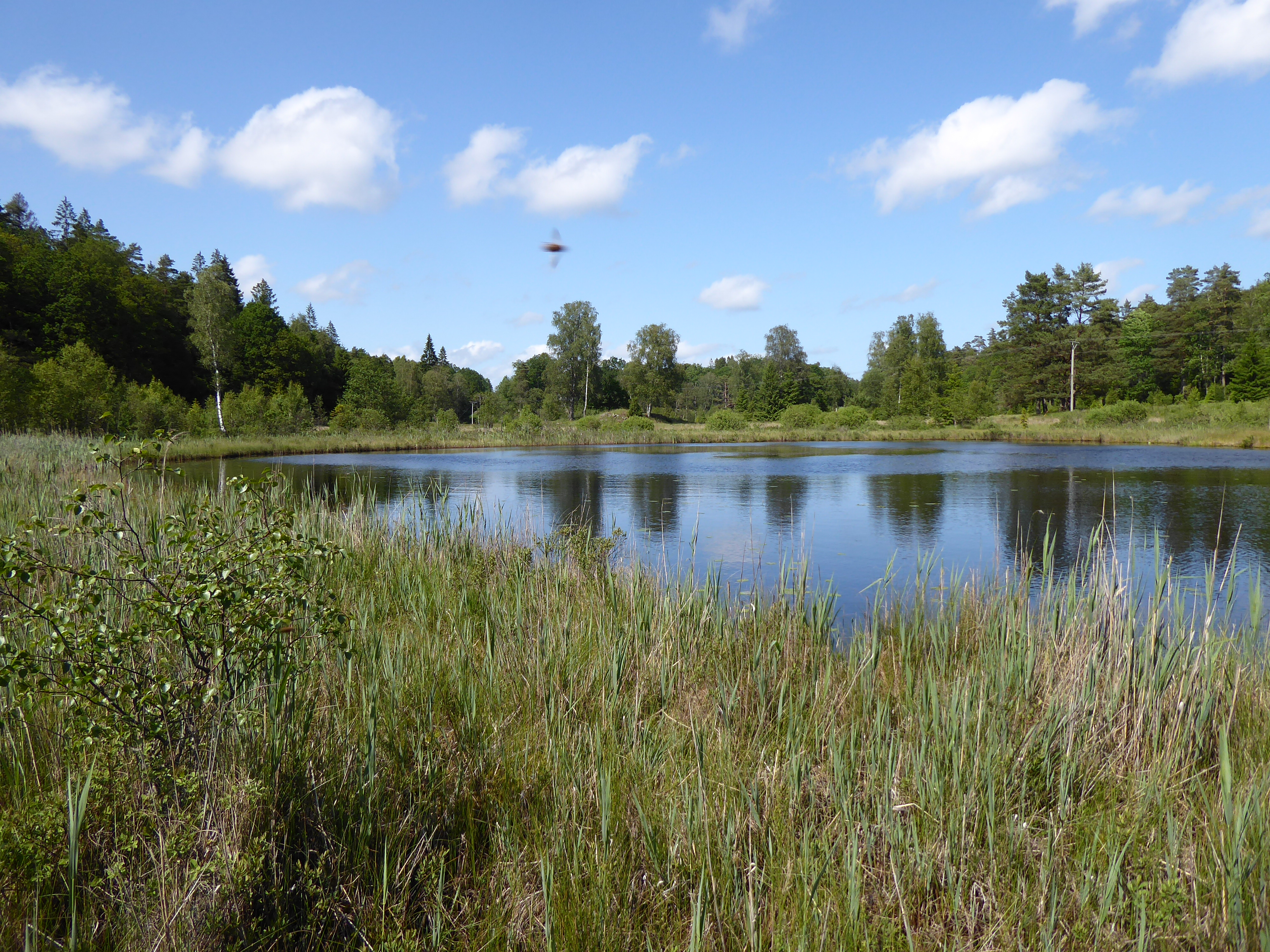
Lillesjön från sydväst